# رومان ايفانوف
رومان ايفانوف (بالروسية: Иванов, Роман Васильевич)‏ هو متسابق دراجات نارية روسي، ولد في 19 مارس 1984 في تولياتي في روسيا.